# Nossa Senhora Exterminadora de Todas as Heresias
Nossa Senhora Exterminadora de Todas as Heresias é um dos nomes atribuídos a Maria, Mãe de Jesus, este título é oriundo da encíclica papal Pascendi Dominici Gregis.
Este título da virgem Maria é um dos menos conhecidos, mas desde 1904 já existe alusão a este título graças a encíclica Ad Diem Illum Laetissimum.

## Origem e História: Nossa Senhora Exterminadora de Todas as Heresias
Na sua encíclica Pascendi dominici gregis, o Papa Pio X invoca a Nossa Senhora pelo título de Destruidora (Exterminadora) de todas as heresias.
Segundo o Padre Paul Scalia, ele (Papa Pio X) tomou esta curiosa denominação para Nossa Senhora através da Missa da Abençoada Virgem Maria. O título tem um significado bem singular na Pascendi Dominici Gregis, de 1911, que é justamente a "síntese de todas as heresias", isto é, para muitos teólogos Nossa Senhora é quem esmaga a cabeça da serpente em gênesis e segundo relatos do Padre Francesco Bamonte, em um exorcismo o demônio chegou a afirmar  “Ela é a única que está em toda parte, ela me mata, me matou sempre, sempre me matou, bota os pés em minha cabeça; o seu maldito véu me estrangula toda vez, nenhum de nós resiste.“ Isso implica dizer que Nossa Senhora Exterminadora de Todas as Heresias não é apenas a destruidora de todas as heresias mas é também o triunfo da verdade sobre a mentira.